# Robert La Tourneaux
Robert La Tourneaux, nome d'arte di Robert Earl LaTurno (Saint Louis, 10 agosto 1940 – New York, 3 giugno 1986), è stato un attore, modello e prostituto statunitense.

## Biografia
Debuttò a Broadway nel 1967 con il musical Illya Darling e nel 1969 recitò nella produzione Off Broadway del dramma The Boys in the Band, che fu adattato per il grande schermo nel 1970 con il titolo Festa per il compleanno del caro amico Harold, per la regia di William Friedkin. La Tourneaux apparve nel film insieme al resto del cast della produzione teatrale. 
Nel 1976 tornò a Broadway con Il mercante di Venezia, ma in seguito non riuscì più a trovare lavoro come attore e iniziò ad apparire nudo in diverse riviste pornografiche gay. Nel 1978 fu protagonista di un one-man show in cui si esibiva nudo al Ramrod Cinema, un cinema che proiettava film porno per omosessuali. In seguito cominciò a prostituirsi, attività che lo portò a un arresto per aggressione ai danni di un cliente nel 1983.
Omosessuale dichiarato, morì nel 1986 per complicazioni dovute all'AIDS.

## Filmografia

### Cinema
- Festa per il compleanno del caro amico Harold (The Boys in the Band), regia di William Friedkin (1970)
- Il Barone Rosso (Von Richthofen and Brown), regia di Roger Corman (1971)

### Televisione
- The Doctors - soap opera, 1 episodio (1963)